# Бауиржана Момишули сільський округ
Бауиржа́на Момишули́ сільський округ (каз. Бауыржан Момышұлы ауылдық округі, рос. Бауыржана Момышулы сельский округ) — адміністративна одиниця у складі Жуалинського району Жамбильської області Казахстану. Адміністративний центр — село імені Бауиржана Момишули.
Населення — 15284 особи (2021; 12491 у 2009, 11687 у 1999, 10664 у 1989).
Станом на 1989 рік існувала Бурненська сільська рада (село Бурне), станом на 1999 рік сільська адміністрація Бауиржана Момишули.